# NK Croatia Sesvete
Nogometni klub Croatia Sesvete byl chorvatský fotbalový klub sídlící ve čtvrti Sesvete hlavního města Záhřebu. Klub byl založen v roce 1957 jako NK Sljeme, klub zanikl v roce 2012 díky finančním problémům.

## Historické názvy
- 1957 – NK Sljeme
- 1988 – NK Sesvete
- 1996 – NK Badel Sesvete
- 1997 – NK Sesvete
- 1998 – NK Croatia Sesvete

## Umístění v jednotlivých sezonách
| Sezóny  | Liga      | Úroveň | Z  | V  | R | P  | VG | OG | +/- | B  | Pozice |
| ------- | --------- | ------ | -- | -- | - | -- | -- | -- | --- | -- | ------ |
| 2007/08 | Druga HNL | 2      | 30 | 20 | 6 | 4  | 67 | 25 | +42 | 66 | 1.     |
| 2008/09 | Prva HNL  | 1      | 33 | 6  | 8 | 19 | 31 | 66 | -35 | 25 | 12.    |
| 2009/10 | Prva HNL  | 1      | 30 | 3  | 5 | 22 | 30 | 81 | -51 | 14 | 16.    |
| 2010/11 | Druga HNL | 2      | 30 | 12 | 4 | 14 | 37 | 41 | -4  | 40 | 11.    |
| 2011/12 | Druga HNL | 2      | 28 | 4  | 4 | 20 | 23 | 52 | -29 | 15 | 15.    |